# Тимофіївка (Вознесенський район)
Тимофі́ївка — село в Україні, у Новомар'ївській сільській громаді Вознесенського району Миколаївської області. Населення становить 148 осіб. Колишній орган місцевого самоврядування — Григорівська сільська рада.

## Населення
Згідно з переписом УРСР 1989 року чисельність наявного населення села становила 160 осіб, з яких 70 чоловіків та 90 жінок.
За переписом населення України 2001 року в селі мешкало 148 осіб.

### Мова
Розподіл населення за рідною мовою за даними перепису 2001 року:
| Мова       | Відсоток |
| ---------- | -------- |
| українська | 93,24 %  |
| російська  | 4,73 %   |
| молдовська | 2,03 %   |